# 제주특별자치도 부지사
제주특별자치도 부지사(濟州特別自治道 副知事)는 제주특별자치도지사를 보좌하여 제주특별자치도청의 사무를 관장하는 고위공무원이다.
행정부지사와 정무부지사 등 총 2명의 부지사를 두며, 행정부지사는 국가직 가급 상당의 고위공무원으로, 정무부지사는 지방관리관으로 보한다.
제주특별자치도지사의 사고시 행정부지사, 정무부지사 순으로 그 직무를 대행한다.

## 현직 부지사
- 행정부지사: 진명기
- 정무부지사: 김애숙

## 역대 부지사

### 제주도 부도사
| 대수 | 이름                  | 임기                               | 비고                            |
| ---- | --------------------- | ---------------------------------- | ------------------------------- |
| 1대  | 센다 센페이(千田專平) | 1945년 8월 16일 ~ 1945년 9월 22일  | 조선총독부 최후의 제주도 부도사 |
| 2대  | 김문희(金汶熙)        | 1945년 9월 10일 ~ 1945년 10월 28일 |                                 |
| 3대  | 김문희(金汶熙)        | 1945년 10월 28일 ~ 1946년 7월 31일 | 최후의 제주도 부도사            |

### 제주도 민정관
| 대수 | 이름                                    | 임기                              | 비고                             |
| ---- | --------------------------------------- | --------------------------------- | -------------------------------- |
| 1대  | 셔먼 A. 스타우트 (Thurman A. Stout)     | 1946년 8월 1일 ~ 1947년 4월 2일   | 현역 미육군 중령, 제9연대장 겸임 |
| 2대  | 러셀 D. 베로스 (Russel D. Barros)       | 1947년 4월 2일 ~ 1947년 12월 3일  | 현역 미육군 대령                 |
| 3대  | 존 슈가 맨스필드 (John Sugar Mansfield) | 1947년 12월 3일 ~ 1948년 5월 15일 | 미육군 중령                      |

### 제주도 기획조정관
| 대수     | 이름           | 임기                               | 비고                  |
| -------- | -------------- | ---------------------------------- | --------------------- |
| 직무대행 | 김벽파(金碧波) | 1961년 5월 20일 ~ 1961년 7월 20일  | 총무국장으로 직무대리 |
| 직무대행 | 김병우(金乘祐) | 1961년 9월 25일 ~ 1963년 9월 24일  | 총무국장으로 직무대리 |
| 1대      | 이중헌(李重憲) | 1963년 9월 25일 ~ 1963년 12월 15일 |                       |

### 제주도 부지사
| 대수     | 이름           | 임기                                |
| -------- | -------------- | ----------------------------------- |
| 1대      | 이중헌(李重憲) | 1963년 12월 16일 ~ 1964년 1월 10일  |
| 2대      | 하형모(河衡模) | 1964년 1월 11일 ~ 1966년 5월 9일    |
| 직무대행 | 강성준(姜成俊) | 1966년 5월 10일 ~ 1966년 6월 25일   |
| 3대      | 강성준(姜成俊) | 1966년 5월 25일 ~ 1968년 6월 4일    |
| 4대      | 김대근(金大根) | 1968년 6월 5일 ~ 1971년 8월 6일     |
| 5대      | 김학중(金學重) | 1971년 8월 7일 ~ 1973년 7월 8일     |
| 6대      | 최병한(崔炳翰) | 1973년 7월 9일 ~ 1974년 8월 26일    |
| 7대      | 유기천(劉基天) | 1974년 8월 27일 ~ 1975년 8월 28일   |
| 8대      | 임병건(嚴秉建) | 1975년 8월 29일 ~ 1976년 7월 23일   |
| 9대      | 심재홍(沈載鴻) | 1976년 7월 24일 ~ 1976년 10월 20일  |
| 10대     | 원병의(元秉義) | 1976년 10월 21일 ~ 1978년 2월 17일  |
| 11대     | 전병우(全炳宇) | 1978년 2월 18일 ~ 1978년 7월 31일   |
| 12대     | 김종구(金鍾求) | 1978년 8월 1일 ~ 1979년 1월 11일    |
| 13대     | 신기악(申基獄) | 1979년 1월 12일 ~ 1980년 7월 9일    |
| 직무대행 | 강경주(姜京周) | 1980년 7월 10일 ~ 1980년 7월 31일   |
| 14대     | 강경주(姜京周) | 1980년 8월 1일 ~ 1981년 12월 18일   |
| 15대     | 노건일(盧健一) | 1981년 12월 19일 ~ 1982년 12월 26일 |
| 16대     | 김원석(金原奭) | 1982년 12월 27일 ~ 1983년 12월 26일 |
| 17대     | 이군보(李君普) | 1983년 12월 27일 ~ 1985년 7월 7일   |
| 18대     | 김영환(金英煥) | 1985년 7월 8일 ~ 1985년 12월 12일   |
| 18대     | 박부찬(朴富贊) | 1985년 12월 13일 ~ 1987년 12월 31일 |
| 20대     | 김태옥(金泰玉) | 1987년 12월 31일 ~ 1988년 6월 3일   |
| 21대     | 유철희(柳喆熙) | 1988년 6월 4일 ~ 1989년 8월 31일    |
| 22대     | 진만현(陣滿鉉) | 1989년 9월 1일 ~ 1991년 1월 9일     |
| 23대     | 이상칠(李相七) | 1991년 1월 10일 ~ 1991년 12월 31일  |
| 24대     | 박찬무(朴贊武) | 1992년 1월 1일 ~ 1992년 5월 15일    |
| 25대     | 안길현(安吉鉉) | 1992년 5월 16일 ~ 1993년 3월 15일   |
| 26대     | 이만의(李萬儀) | 1993년 3월 16일 ~ 1994년 8월 31일   |
| 27대     | 김정규(金丁奎) | 1994년 9월 1일 ~ 1994년 12월 31일   |
| 28대     | 김태환(金泰煥) | 1995년 1월 1일 ~ 1995년 7월 10일    |

### 제주도 행정부지사
| 대수     | 이름           | 임기                              | 비고 |
| -------- | -------------- | --------------------------------- | ---- |
| 직무대행 | 김태환(金泰煥) | 1995년 7월 10일 ~ 1995년 7월 13일 |      |
| 1대      | 김태환(金泰煥) | 1995년 7월 13일 ~ 1995년 8월 13일 |      |
| 2대      | 김태환(金泰煥) | 1995년 8월 14일 ~ 1997년 3월 31일 |      |
| 3대      | 양종수(梁鍾守) | 1997년 4월 1일 ~ 1999년 2월 12일  |      |
| 4대      | 이경무(李慶茂) | 1999년 2월 13일 ~ 1999년 8월 3일  |      |
| 5대      | 박찬식(朴贊植) | 1999년 8월 4일 ~ 2000년 2월 14일  |      |
| 6대      | 김효성(金鎬成) | 2000년 2월 15일 ~ 2002년 1월 20일 |      |
| 7대      | 서유창(徐有昌) | 2002년 1월 21일 ~ 2003년 3월 31일 |      |
| 8대      | 권영철(權寧喆) | 2003년 4월 1일 ~ 2004년 9월 30일  |      |
| 직무대행 | 김한욱(金漢昱) | 2004년 10월 1일 ~ 2005년 1월 5일  |      |
| 9대      | 김한욱(金漢昱) | 2005년 1월 6일 ~ 2006년 6월 30일  |      |

### 제주특별자치도 행정부지사
| 대수     | 이름           | 임기                                | 비고                         |
| -------- | -------------- | ----------------------------------- | ---------------------------- |
| 1대      | 김한욱(金漢昱) | 2006년 7월 1일 ~ 2007년 12월 28일   |                              |
| 직무대행 | 강택상(姜宅相) | 2007년 12월 29일 ~ 2007년 12월 31일 | 도 경영기획실장으로 직무대리 |
| 2대      | 이상복(李相福) | 2008년 1월 1일 ~ 2010년 2월 9일     |                              |
| 3대      | 황인평(黃仁平) | 2010년 2월 10일 ~ 2010년 10월 4일   |                              |
| 직무대행 | 차우진(車宇鎭) | 2010년 10월 5일 ~ 2010년 10월 22일  | 도 경영기획실장으로 직무대리 |
| 4대      | 김상인(金相仁) | 2010년 10월 25일 ~ 2011년 6월 30일  |                              |
| 5대      | 김형선(金炯善) | 2011년 7월 1일 ~ 2014년 4월 23일    |                              |
| 6대      | 방기성         | 2014년 4월 24일 ~ 2015년 1월 28일   |                              |
| 7대      | 권영수         | 2015년 1월 29일 ~ 2016년 11월 30일  |                              |
| 8대      | 전성태         | 2016년 12월 1일 ~ 2020년 1월 19일   |                              |
| 9대      | 최승현(崔勝鉉) | 2020년 1월 20일 ~ 2021년 6월 25일   |                              |
| 10대     | 구만섭(丘萬燮) | 2021년 6월 25일 ~ 2023년 1월 12일   |                              |
| 11대     | 김성중(金成仲) | 2023년 1월 13일 ~ 2024년 6월 26일   |                              |
| 12대     | 진명기(秦明基) | 2024년 6월 28일 ~                   |                              |

### 제주도 정무부지사
| 대수     | 이름           | 임기                                | 비고                         |
| -------- | -------------- | ----------------------------------- | ---------------------------- |
| 직무대행 | 김계홍(金啓洪) | 1995년 7월 1일 ~ 1995년 7월 31일    |                              |
| 1대      | 강지순(姜志淳) | 1995년 8월 1일 ~ 1996년 9월 30일    |                              |
| 2대      | 문태수(文泰秀) | 1996년 10월 1일 ~ 1997년 12월 24일  |                              |
| 직무대행 | 김한욱(金漢昱) | 1997년 12월 25일 ~ 1997년 12월 31일 | 도 기획관리실장으로 직무대리 |
| 3대      | 김승석(金承錫) | 1998년 1월 1일 ~ 1998년 6월 30일    |                              |
| 4대      | 이영길(李榮吉) | 1998년 7월 1일 ~ 1999년 8월 7일     |                              |
| 5대      | 김영보(金榮保) | 1999년 8월 8일 ~ 2000년 12월 31일   |                              |
| 직무대행 | 서유창(徐有昌) | 2001년 1월 2일 ~ 2001년 1월 16일    | 도 기획관리실장으로 직무대리 |
| 6대      | 김재봉(金在奉) | 2001년 1월 17일 ~ 2001년 10월 7일   |                              |
| 7대      | 김영택(金英澤) | 2001년 10월 8일 ~ 2003년 3월 2일    |                              |
| 8대      | 김경택(金璟宅) | 2003년 3월 3일 ~ 2004년 6월 5일     |                              |
| 직무대행 | 강택상(姜宅相) | 2004년 6월 23일 ~ 2004년 6월 27일   | 도 기획관리실장으로 직무대리 |
| 서리     | 이계식(李啓植) | 2004년 6월 28일 ~ 2006년 7월 7일    |                              |
| 9대      | 이계식(李啓植) | 2004년 7월 8일 ~ 2006년 3월 13일    |                              |
| 10대     | 최창수(崔昌株) | 2006년 3월 14일 ~ 2006년 6월 30일   |                              |
| 직무대행 | 김형수(金亨受) | 2006년 7월 1일 ~ 2006년 7월 24일    |                              |

### 제주특별자치도 환경부지사
| 대수     | 이름           | 임기                              | 비고 |
| -------- | -------------- | --------------------------------- | ---- |
| 서리     | 유덕상(柳德相) | 2006년 7월 25일 ~2006년 8월 16일  |      |
| 1대      | 유덕상(柳德相) | 2006년 8월 17일 ~2009년 7월 6일   |      |
| 2대      | 양조훈(梁祚勳) | 2009년 7월 7일 ~ 2010년 6월 30일  |      |
| 직무대행 | 차우진(車宇鎭) | 2010년 7월 13일 ~ 2010년 7월 27일 |      |
| 3대      | 김부일(金富一) | 2010년 7월 28일 ~ 2011년 1월 17일 |      |

### 제주특별자치도 환경·경제부지사
| 대수 | 이름           | 임기                              |
| ---- | -------------- | --------------------------------- |
| 1대  | 김부일(金富一) | 2011년 1월 18일 ~ 2012년 7월 26일 |
| 2대  | 김선우         | 2012년 7월 27일 ~ 2014년 7월 6일  |

### 제주특별자치도 정무부지사
| 대수     | 이름           | 임기                               |
| -------- | -------------- | ---------------------------------- |
| 서리     | 박정하(朴正河) | 2014년 7월 7일 ~ 2014년 8월 6일    |
| 1대      | 박정하(朴正河) | 2014년 8월 7일 ~ 2015년 12월 23일  |
| 2대      | 김방훈(金方勳) | 2015년 12월 24일 ~ 2017년 7월 9일  |
| 3대      | 안동우(安東佑) | 2017년 7월 10일 ~ 2019년 10월 31일 |
| 4대      | 김성언(安東佑) | 2019년 11월 1일 ~ 2020년 8월 31일  |
| 5대      | 고영권(高榮權) | 2020년 9월 1일 ~ 2021년 8월 11일   |
| 직무대행 | 허법률         | 2021년 8월 12일 ~ 2021년 9월 16일  |
| 6대      | 고영권(高榮權) | 2021년 9월 17일 ~ 2022년 6월 30일  |
| 7대      | 김희현(金熹鉉) | 2022년 8월 25일 ~ 2024년 1월 15일  |
| 8대      | 김애숙         | 2024년 3월 29일 ~                  |